# Егль
Егль (фр. Aigle, нім. Älen) — місто у Швейцарії, адміністративний центр округу Егль у кантоні Во.
В Еглі знаходиться резиденція Міжнародного союзу велосипедистів (World Cycling Centre (UCI)).

## Географія
Місто розташоване на східному кордоні долини Рони на відстані близько 80 км на південний захід від Берна, 36 км на південний схід від Лозанни, 13 км на південний схід від Монтре.
Егль має площу 16,4 км², з яких на 25,5% дозволяється будівництво (житлове та будівництво доріг), 33,9% використовуються в сільськогосподарських цілях, 37,2% зайнято лісами, 3,5% не є продуктивними (річки, льодовики або гори).

## Історія
Район Егля був заселений ще в період бронзової доби. Від часів панування Стародавнього Риму тут збереглися руїни вілли, прикрашеної античними мозаїками; від раннього Середньовіччя — мережа поховань. У 1076 році імператор Священної Римської імперії Генріх IV передав район Егля Савойського дому. Власне Егль вперше письмово згадується в 1152 року (як Aleo). З кінця XI століття відомий дворянський рід Д'Егль (d'Aigle), який побудував тут замок. У XIII столітті права на Егль переходять до синьойорів де Сільон. У 1231 році граф Савойський Томас I дарує Еглю право проведення торгових ярмарків, в 1314 він отримує від графа Амадея V Савойського міське право. У Середньовіччі Егль відомий як багатий торговий центр на шляху з Італії до Франції. У 1475 році Егль був захоплений військами Берна, замок синьйорів де Сільон був узятий штурмом і спалений. У 1528 році в цій громаді була проведена Реформація. З 1798 по 1803 рік Егль входив до складу кантону Леман, потім перетвореного в кантон Во. У 1798 році він стає центром округу Егль. Берн ще все ж в 1814 році висував на Віденському конгресі претензії на Егль, проте безуспішно.

## Демографія
2019 року в місті мешкало 10 197 осіб (+10,2% порівняно з 2010 роком), іноземців було 40,2%. Густота населення становила 621 осіб/км².
За віковим діапазоном населення розподілялося таким чином: 22,3% — особи молодші 20 років, 60,2% — особи у віці 20—64 років, 17,5% — особи у віці 65 років та старші. Було 4464 помешкань (у середньому 2,3 особи в помешканні).
Із загальної кількості 6348 працюючих 308 було зайнятих в первинному секторі, 1404 — в обробній промисловості, 4636 — в галузі послуг.
80 % населення — франкошвейцарці, 3,5 % — португальці і ще 3,5 % — албанці.

## Пам'ятки
Основною визначною пам'яткою міста є Замок Егль XV століття, де в даний час розташований музей виноробства. Замок включений до списку об'єктів національної історичної спадщини Швейцарії.

## Міста-партнери
- Л'Егль, Франція — 1964
- Бассерсдорф, Швейцарія — 1969
- Тюбінген, Німеччина — 1973

## Галерея

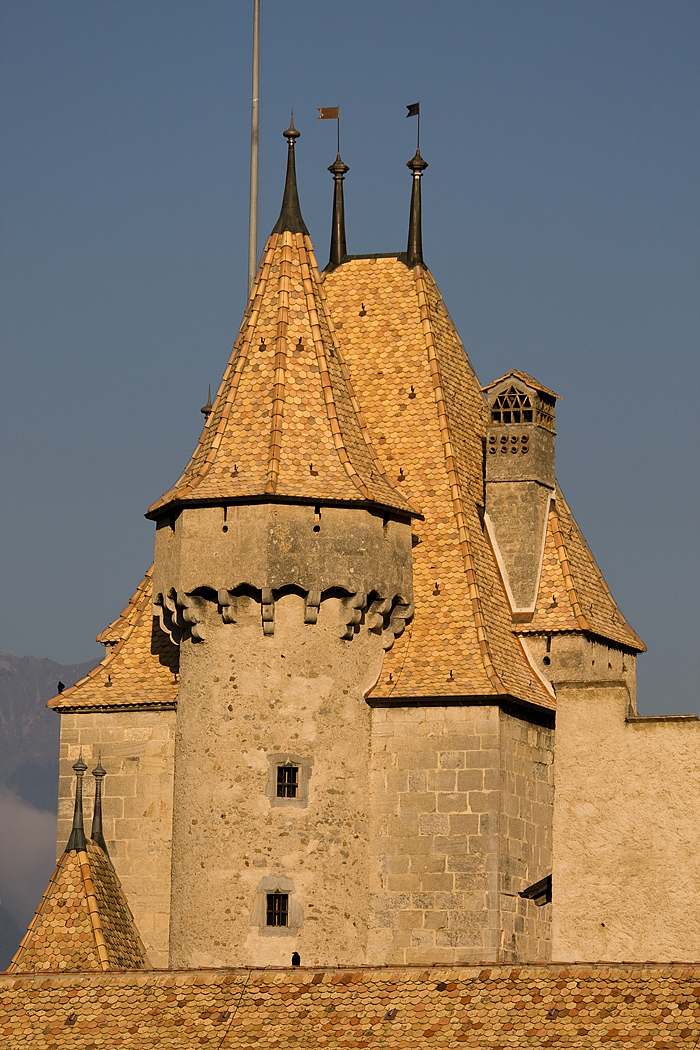
замок Егль
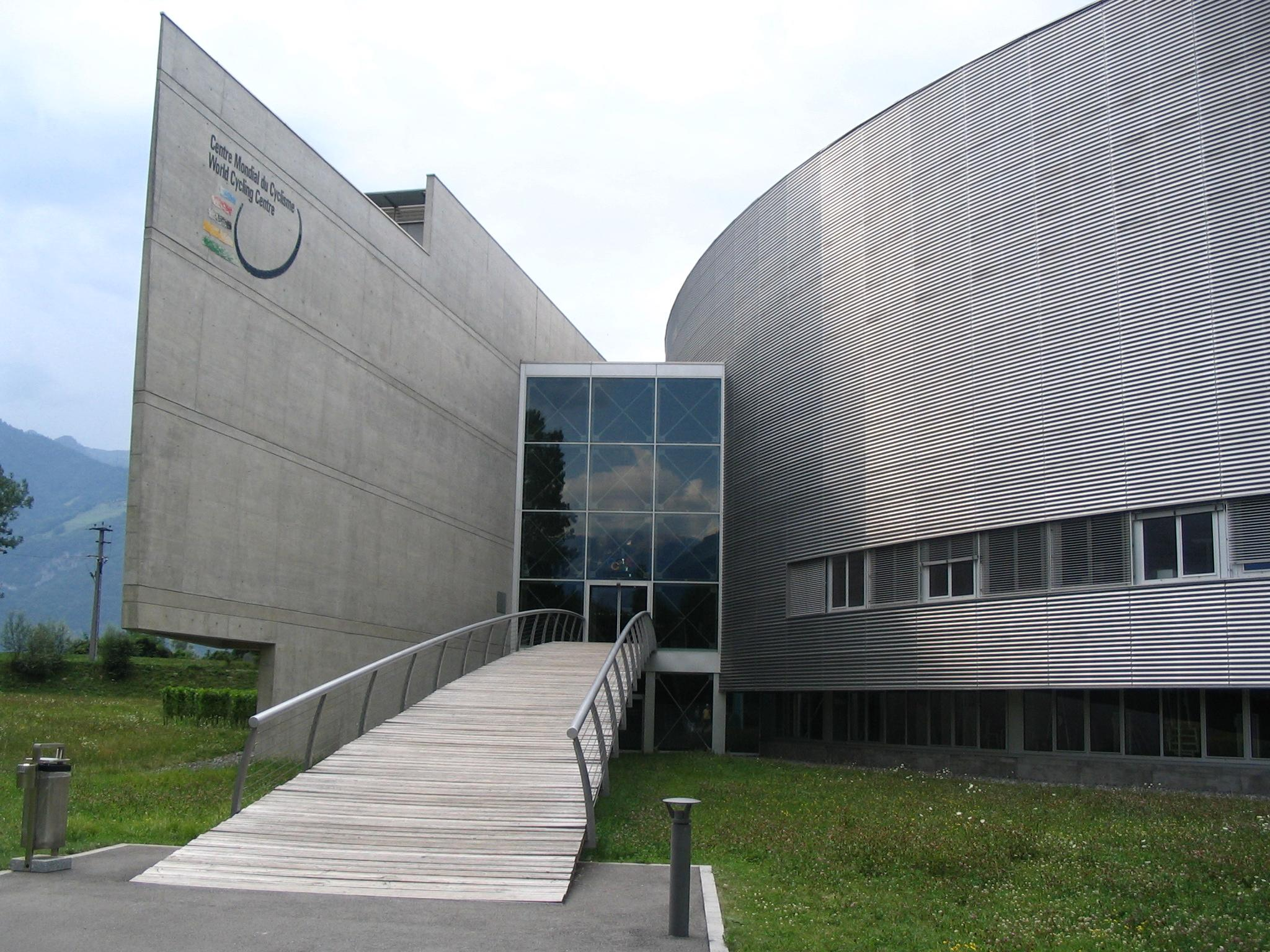
Будівля Міжнародного союзу велосипедистів